# Aang: The Last Airbender
Aang: The Last Airbender este un viitor film animat american regizat de Lauren Montgomery⁠(d) și co-regiat de William Mata. Acesta servește ca o continuare a serialului de televiziune animat Nickelodeon Avatar: Legenda lui Aang, precum și prima producție a Avatar Studios. Filmul are ca actori vocali pe Dave Batista, Eric Nam, Dionne Quan, Jessica Matten și Román Zaragoza și va urmări distribuția principală a serialului în anii lor tineri.
Paramount a amânat data de lansare a filmului la 30 ianuarie 2026, după ce a fost intenționat să fie lansat pe 10 octombrie 2025.